# Sonic (prima serie animata 1993)
Sonic (Adventures of Sonic the Hedgehog) è una serie animata italo-americana prodotta da DiC Entertainment e SEGA basata sul personaggio dei videogiochi Sonic the Hedgehog, nonché la primissima opera audiovisiva con protagonisti i personaggi della serie. pronto a difendere il pianeta Mobius dal Dottor Nick. È stata prodotta dallo studio statunitense DiC e Bohbot Entertainment, esternalizzato dallo studio giapponese Tokyo Movie Shinsha e dall'italiana Reteitalia in associazione con Telecinco, e con le animazioni eseguite dalla coreana Sae Rom Production.
In patria fu trasmessa da USA Network e Toon Disney, mentre in Italia andò inizialmente in onda su Italia 1 a partire dal 14 agosto 1994, di seguito venne replicata sullo stesso canale nel 1998 all'interno di Ciao Ciao e poi su Fox Kids nel 2004 con lo stesso nome. Infine su K2 e Frisbee nel 2010 con il titolo Le avventure di Sonic.
È il primo cartone basato sul franchise videoludico, presentato con uno stile molto più comico e umoristico dei videogames originali, ed è seguito da altre otto serie. La seconda di queste, Sonic, fu prodotta dallo stesso studio e trasmessa nello stesso anno, ma in quest'ultima la trama segue una storia ben delineata, mentre Le avventure di Sonic tratta di diverse avventure vissute dal riccio blu senza un preciso filo conduttore e con elementi comici e slapstick. Nelle prime trasmissioni italiane, queste due serie furono unificate in un'unica serie col titolo "Sonic", nonostante non sono collegate a livello di trama.
Dalla serie sono poi stati tratti uno speciale chiamato Sonic salva il Natale e un videogioco intitolato Dr. Robotnik's Mean Bean Machine.

## Trama
Nel pianeta Mobius, uno scienziato crudele chiamato Dottor Nick (in inglese Dottor Robotnik) cerca di conquistare il pianeta grazie al suo esercito di robot. Ma un eroe, Sonic il Riccio, grazie al suo miglior amico Scheggia (in inglese Tails), la sua astuzia e la sua velocità, riesce sempre a fermare i piani dell'antagonista.

## Personaggi

### Personaggi principali
- Sonic il Riccio: il protagonista della serie, è un riccio mobian blu super veloce, sempre pronto ad aiutare chi è in difficoltà e fermare il dottor Nick. Va matto per i chili-dog.
- Miles "Scheggia" Prower: una volpe mobian maschio marrone a due code che usa come un'elica per volare. È il migliore amico e fratellino adottivo di Sonic, che incontrò quando era ancora un bebè; il volpino disse a Sonic di essere smarrito da tempo mentre il suo vero nome, Trottolino[N 1] (Miles Prower in originale) non gli piace e non vuole che si sappia. Sonic decise quindi di ribattezzarlo Scheggia (Tails), nome più di suo gradimento. È un genio della meccanica.

### Antagonisti
- Dottor Nick (Doctor Robotnik): è l'antagonista principale della serie, uno scienziato pazzo che cerca di conquistare il pianeta Mobius, ma viene sempre sconfitto da Sonic. Al termine di molte puntate urla "Io lo odio quel riccio!" (nella versione originale "I hate that hedgehog!", è un tormentone).
- Mamma Nick (Momma Robotnik): è la madre del dottor Nick, più spietata, crudele, meschina e aggressiva del proprio figlio. In diversi episodi ha i baffi identici a quelli del figlio, sebbene in alcuni non sembra averli. A causa della sua follia viene tenuta rinchiusa in un manicomio, ma riesce sempre a evadere di volta in volta. È un'avversaria molto pericolosa per Sonic e Scheggia, incredibilmente forzuta, scaltra e in grado di manipolare la gente (in un episodio riesce a far ribellare Nervetto e Testadura contro suo figlio).
- Dr. Warpnik: è il folle cugino del dottor Nick. Era stato richiuso dentro a Confusionlandia (una dimensione dove la logica di Mobius è del tutto non esistente) anni prima.
- Nervetto (Scratch): è un robot del dottor Nick sembiante un gallo, alto e slanciato. È ispirato ai Clucker di Sonic the Hedgehog 2. Caratterizzato da un tipo di risata che dovrebbe essere simile al "chicchiricchio" del gallo, è un robot appena più intelligente di Testadura ma come lui, è incredibilmente stupido e riesce a fallire in tutto quello che fa.
- Testadura (Grounder): è un robot del dottor Nick, compagno di Nervetto, creato accidentalmente durante la duplicazione del suo compagnio. È ispirato ai Grounder di Sonic the Hedgehog 2, con trivelle al posto delle mani (spesso le sostituisce con diverse mani robotiche) e cingoli al posto delle gambe. Esso dispone inoltre di un vasto assortimento di accessori, tra cui un telefono all'interno della propria cassa toracica e i componenti di un coltellino svizzero installati nella lingua. Sia lui che Nervetto sono oltremodo stupidi e ingenui, ma nonostante questo sono anche molto ostinati. Quando finiscono in mille pezzi si autoriparano oppure vengono riparati dal dottor Nick.
- Nocciolino (Coconuts): è un robot del dottor Nick con le sembianze di uno scimmiotto, ispirato ai Coconuts di Sonic the Hedgehog 2 (tra l'altro nei giochi esso appare anche in Dr. Robotnik's Mean Bean Machine). È un tipetto brontolone, cinico e ossessionato dall'idea di voler dimostrare al Dottor Nick di essere migliore di Nervetto e Testadura, questa scimmietta robotica è molto tenace e non si arrende facilmente. Spesso si dimostra addirittura il più intelligente del trio, riuscendo a catturare Sonic un paio di volte. Odia dover fare il guardiano e lavapavimenti di Nick.
- Wes Weasely: è una donnola mobian venditore avido, disonesto, arrogante, sleale e privo di scrupoli, a cui interessa solo vendere per guadagnare quanto più denaro possibile, ed è sempre pronto a tagliare la corda non appena le cose cominciano ad andare male. È un personaggio neutrale che, a seconda della situazione in cui potrebbe guadagnare di più, si schiera sia dalla parte dei cattivi che da quella di Sonic. Come molti commessi viaggiatori, parla molto in fretta, facendo un crogiolo di parole ed esaltando smisuratamente i suoi prodotti, che però non sempre si rivelano perfettamente funzionanti.

### Personaggi secondari
- Stella (Breezie): è un robot costruito dal dottor Nick e ha le sembianze di un riccio mobian femmina. Faceva parte di Nick ma dopo che Sonic fece mostrare il suo amore a lei, lo salva da una trappola impostata da lei, Nervetto e Testadura. È fidanzata (precedentemente per finta) di Sonic e amica ed aiutante (precedentemente nemica) di Scheggia. Appare solo in questa serie animata.
- Nick Jr. (Robotnik Jr.): è il figlio che crea il dottor Nick, intendeso come un discendente. Alla fine, fa parte di Sonic e Scheggia, fermando il piano di Nick di distruggere il duo con un raggio laser alimentato dal sole. Anch'esso è un personaggio che è presente solo in questa serie animata.
- Rocket: accordando a lui, è il bradipo più veloce di tutta Mobius (forse ecco perché si chiama così) ma è di sicuro il più attivo nella sua famiglia. Parla molto lentamente e ha una maglia blu e un cappello verde.
- Professor Diglehopper Von Schlemmer: è uno scienziato brillante, ma eccentrico e stravagante, amico di Sonic e Scheggia. Quando essi sono in pericolo, egli cerca di inventare un qualsiasi apparecchio che possa aiutarli a fermare Nick o a ritrovarsi (come negli episodi Il tempio di Comomatz e La macchina degli incubi). Ciononostante le sue invenzioni impressionanti, a volte si dimentica il proprio nome, chiedendosi se è proprio lui o no.
- Sergente Dobermann: è un militare ritiratosi dall'esercito ed eroe di guerra. Appare per la prima volta nell'episodio Una famiglia per Scheggia, in cui è disposto a prendersi cura di Scheggia, ma sia lui che Sonic cambiano idea al riguardo perché vivere con il sergente sarebbe troppo pericoloso per il volpino. Inoltre nell'episodio Il raggio della stupidità, insieme a Wes Weasley e a Sonic e Scheggia va a fermare il dottor Nick in una sua fortezza (con l'intenzione di impossessarsi dell'invenzione del dottore per scopi bellici). Nell'episodio L'eroe dell'anno ha una breve apparizione tra gli invitati alla celebrazione dell'eroe dell'anno, e racconta di come Sonic gli abbia salvato la vita.

## IlSonic Says
Al termine di ogni episodio (tranne per l'episodio speciale natalizio della serie), è presente un segmento, introdotto con Scheggia che scrive in modo errato Sonic Says (letteralmente: Sonic Dice), ovvero Sonic Sez, per poi essere corretto da Sonic; in questi segmenti, Sonic dà dei consigli educativi, spesso riguardanti l'episodio trasmesso: le molestie sessuali, non fare scritte sui muri, ricordare il proprio numero di telefono, dormire la quantità giusta di ore durante la notte, non fumare né bere alcolici, ecc.

## Doppiaggio
| Personaggio                   | Doppiatore originale                                                             | Doppiatore italiano |
| ----------------------------- | -------------------------------------------------------------------------------- | ------------------- |
| Sonic                         | Jaleel White                                                                     | Pietro Ubaldi       |
| Scheggia (Tails)              | Christopher Welch Russi Taylor (ep. pilota) Chris Turner (Sonic Christmas Blast) | Veronica Pivetti    |
| Dottor Nick (Doctor Robotnik) | Long John Baldry Jim Cummings (ep. pilota)                                       | Tony Fuochi         |
| Mamma Nick (Momma Robotnik)   | Kathleen Barr                                                                    | Caterina Rochira    |
| Nervetto (Scratch)            | Phil Hayes Jim Cummings (ep. pilota)                                             | Riccardo Peroni     |
| Testadura (Grounder)          | Garry Chalk                                                                      | Mario Scarabelli    |
| Nocciolino (Coconuts)         | Ian James Corlett                                                                | Massimiliano Lotti  |
| Stella (Breezie)              | Venus Terzo                                                                      | Marina Massironi    |
| Wes Weasely                   | Michael Donovan                                                                  | Gianfranco Gamba    |

- Voci aggiunte: Caterina Rochira, Sergio Romanò, Guido Rutta, Maurizio Scattorin, Patrizia Scianca, Mario Zucca

## Produzione
La serie fu prodotta da DIC Animation City (in associazione con Sega of America, il cui AD Tom Kalinske e la neo-assunta direttrice dei prodotti per consumatori Michealene Risley diedero la licenza alla DIC), che ha prodotto in totale 65 episodi per un'unica stagione e accordato la syndication con Bohbot Entertainment, poi nota come BKN International (durante la messa in onda originale ogni episodio iniziava e finiva con il logo "Bohbot Entertainment Presents") e Reteitalia S.p.A., sussidiaria di Fininvest. L'animazione fu affidata a quattro studi: 
- le suddivisioni cinesi e coreane di Rainbow Animation Group (poi note come Galaxy Digimation,[6] da non confondere con lo studio italiano Rainbow S.p.A.);
- la coreana Sae Rom Production (che lavorava contemporaneamente alla serie successiva per la ABC);
- la cinese e taiwanese Hong Ying Animation (che hanno poi lavorato a Sonic Underground);
- la giapponese Tokyo Movie Shinsha (la sua sussidiaria Telecom Animation Film[7]), che curiosamente sarebbe stata incorporata da Sega e prodotto il suo anime, Sonic X.

Inoltre, alcuni storyboard vennero realizzati dallo studio spagnolo Milimetros Dibujos Animados, che ha animato anche il cartone successivo e la sigla di Sonic Underground. Le fasi di pre-produzione dello show (e la prima stagione di quello successivo) vennero gestite dal canadese Studio B (poi DHX Media Vancouver).
Secondo Robby London, in origine la DIC aveva accordato di produrre solo il cartone successivo per la ABC network, che avrebbe poi trasmesso nell'autunno 1992. Rispetto al prodotto finale doveva essere più leggero e variopinto, com'è possibile vedere nell'episodio Una minaccia incombente, i primi materiali promozionali per Sonic the Comic e i primissimi numeri dei fumetti Archie, basati sullo show del sabato mattina. Tuttavia, la DIC voleva espandere lo show e produrre altri episodi per le syndication infrasettimanali, in maniera simile a The Real Ghostbusters, ma il Vicepresidente senior degli affari commerciali e dei contratti Mark Pedowitz voleva trasmettere esclusivamente su ABC e rifiutò l'idea, dicendo a London "Se voi ragazzi volete fare syndication, siate nostri ospiti, andate con Dio, ma non sarete sulla nostra rete." ABC si rifiutò di trattare fino a quando London propose che la DIC avrebbe invece prodotto per le syndication uno show totalmente diverso, poi noto come Adventures of Sonic the Hedgehog. In seguito, ABC voleva inizialmente mandare in onda un solo episodio di mezz'ora come speciale in prima serata previsto per marzo 1993 (ciò che è diventato l'episodio "Una minaccia incombente") prima di ritardarlo e includerlo come parte dello show che la ABC riprese per un'intera stagione, questa volta in onda nell'autunno del 1993, insieme a "Adventures" in onda in syndication nello stesso periodo. Durante quel periodo, il cartone animato di Sonic del sabato mattina ha ricevuto un restyling ed è stato reso più oscuro e più serio per differenziarsi dal cartone animato di Sonic. I due show sono connessi tramite la star di Otto sotto un tetto Jaleel White, che doppia Sonic in entrambe le serie; durante le messe in onda di entrambi i cartoni, la stessa ABC trasmetteva Otto sotto un tetto, impegnando White a doppiare Sonic in due serie differenti e interpretare Steve Urkel.

### Sigla
La sigla originale è stata composta da Clark Gassman ed è una combinazione della intro del primo titolo, Nell'antro del re della montagna di Edvard Grieg e Il volo del calabrone di Nikolai Rimsky-Korsakov.
Durante la trasmissione su Italia 1, la sigla è cantata da Cristina D'Avena e Pietro Ubaldi, il doppiatore di Sonic, con la partecipazione del Coro dei Piccoli Cantori di Milano. Nelle seguenti ritrasmissioni su K2 e Frisbee, la sigla iniziale invece era stata rivertita nella originale statunitense.

## Episodi
Il seguente ordine di puntate è quella propria, prese dalle edizioni DVD della serie nella sua lingua originale, rilasciate dalla compagnia americana Shout! Factory.
| nº | Titolo italiano                        | Titolo inglese                           | Prima TV USA      | Prima TV Italia |
| -- | -------------------------------------- | ---------------------------------------- | ----------------- | --------------- |
| 1  | Nick contro Sonic                      | Super Special Sonic Search & Smash Squad | 6 settembre 1993  | 14 agosto 1994  |
| 2  | Avventura sotterranea                  | Subterranean Sonic                       | 7 settembre 1993  |                 |
| 3  | Sonic è innamorato                     | Lovesick Sonic                           | 8 settembre 1993  |                 |
| 4  | Chi va piano...                        | Slowwww Going                            | 9 settembre 1993  |                 |
| 5  | Gara per la libertà                    | High Stakes Sonic                        | 10 settembre 1993 |                 |
| 6  | L'evasione                             | Sonic Breakout                           | 17 settembre 1993 |                 |
| 7  | Il cugino pazzo                        | Trail of the Missing Tails               | 16 settembre 1993 |                 |
| 8  | Incontri ravvicinati dello strano tipo | Close Encounter of the Sonic Kind        | 21 ottobre 1993   |                 |
| 9  | Buon compleanno, mammina               | Momma Robotnik's Birthday                | 14 settembre 1993 |                 |
| 10 | Paparino                               | Big Daddy                                | 13 settembre 1993 |                 |
| 11 | La canzone di Sonic                    | Sonic's Song                             | 21 settembre 1993 |                 |
| 12 | Il commeso viaggiatore                 | Birth of a Salesman                      | 20 settembre 1993 |                 |
| 13 | Un riccio per testimone                | Best Hedgehog                            | 27 settembre 1993 |                 |
| 14 | Nick Express                           | The Robotnik Express                     | 28 settembre 1993 |                 |
| 15 | Scheggia il gigante                    | Too Tall Tails                           | 24 settembre 1993 |                 |
| 16 | Una famiglia per Scheggia              | Tails' New Home                          | 1º ottobre 1993   |                 |
| 17 | Eroe in pensione                       | Over the Hill Hero                       | 29 settembre 1993 |                 |
| 18 | Eroe per sbaglio                       | Blank-Headed Eagle                       | 22 settembre 1993 |                 |
| 19 | Il mistero delle scarpe scomparse      | The Mystery of the Missing Hi-tops       | 23 settembre 1993 |                 |
| 20 | L'amico alieno                         | So Long Sucker                           | 5 ottobre 1993    |                 |
| 21 | Vacanza con trappola                   | Sonic Gets Thrashed                      | 30 settembre 1993 |                 |
| 22 | Pseudo Sonic                           | Pseudo Sonic                             | 11 ottobre 1993   |                 |
| 23 | Testadura il genio                     | Grounder the Genius                      | 4 ottobre 1993    |                 |
| 24 | Scheggia in azione                     | Tails in Charge                          | 7 ottobre 1993    |                 |
| 25 | Il gelomatic                           | Sno Problem                              | 8 ottobre 1993    |                 |
| 26 | Avventura sottomarine                  | Submerged Sonic                          | 6 ottobre 1993    |                 |
| 27 | La macchina degli incubi               | Boogey-Mania                             | 14 ottobre 1993   |                 |
| 28 | Dolce infanzia                         | Musta Been a Beautiful Baby              | 15 ottobre 1993   |                 |
| 29 | Un figlio per il Dottor Nick           | Robotnik, Jr.                            | 12 ottobre 1993   |                 |
| 30 | Veloce come una scheggia               | Full Tilt Tails                          | 19 ottobre 1993   |                 |
| 31 | Amico o nemico                         | MacHopper                                | 13 ottobre 1993   |                 |
| 32 | La mamma del Dottor Nick               | Momma Robotnik Returns                   | 25 ottobre 1993   |                 |
| 33 | Avventura nello spazio                 | Spaceman Sonic                           | 27 ottobre 1993   |                 |
| 34 | Sonic e Mike il Pazzo                  | Mad Mike, Da Bear Warrior                | 18 ottobre 1993   |                 |
| 35 | Vacanze avventurose                    | The Last Resort                          | 8 novembre 1993   |                 |
| 36 | Un rivale per il Dottor Nick           | Robotnik's Rival                         | 26 ottobre 1993   |                 |
| 37 | Un tocco di magia                      | The Magic Hassle                         | 22 ottobre 1993   |                 |
| 38 | L'anima gemella                        | Sonic the Matchmaker                     | 28 ottobre 1993   |                 |
| 39 | Il piccolo inventore                   | Tails Prevails                           | 20 ottobre 1993   |                 |
| 40 | Caccia grossa                          | Zoobotnik                                | 4 novembre 1993   |                 |
| 41 | Il raggio della stupidità              | Attack on the Pinball Fortress           | 5 novembre 1993   |                 |
| 42 | Traffico in tilt                       | Mass Transit Trouble                     | 29 ottobre 1993   |                 |
| 43 | L'allenatore                           | Coachnik                                 | 2 novembre 1993   |                 |
| 44 | Sonic l'intoccabile                    | Untouchable Sonic                        | 3 novembre 1993   |                 |
| 45 | Super Nick                             | Super Robotnik                           | 16 novembre 1993  |                 |
| 46 | Le olimpiadnick                        | Robolympics                              | 15 settembre 1993 |                 |
| 47 | Sceriffo Sonic                         | Magnificent Sonic                        | 1º novembre 1993  |                 |
| 48 | Ritorno al passato                     | Black Bot the Pirate                     | 10 novembre 1993  |                 |
| 49 | Il ricco della tavola gioconda         | Hedgehog of the "Hound" Table            | 11 novembre 1993  |                 |
| 50 | Nick alle piramidi                     | Robotnik's Pyramid Scheme                | 12 novembre 1993  |                 |
| 51 | Sonic preistorico                      | Prehistoric Sonic                        | 15 novembre 1993  |                 |
| 52 | Vitaccia da Baby-Sitter                | Baby-Sitter Jitters                      | 9 novembre 1993   |                 |
| 53 | Tesoro, mi si è ristretto il riccio    | Honey, I Shrunk the Hedgehog             | 17 novembre 1993  |                 |
| 54 | Buon compleanno, Sonic!                | Robotnikland                             | 18 novembre 1993  |                 |
| 55 | La Mobius 5000                         | The Mobius 5000                          | 19 novembre 1993  |                 |
| 56 | La piccola sirena                      | The Little Merhog                        | 22 novembre 1993  |                 |
| 57 | Il potere del polline                  | Road Hog                                 | 23 novembre 1993  |                 |
| 58 | Un piccolo robot                       | The Robot's Robot                        | 25 novembre 1993  |                 |
| 59 | Il tempio di Comomatz                  | Tails' Tale                              | 26 novembre 1993  |                 |
| 60 | L'eroe dell'anno                       | Hero of the Year                         | 3 dicembre 1993   |                 |
| 61 | Il cleptomane                          | Fast and Easy                            | 29 novembre 1993  |                 |
| 62 | Il bello della diretta                 | Lifestyles of the Sick and Twisted       | 24 novembre 1993  |                 |
| 63 | Sonic presidente                       | Sonic Is Running                         | 30 novembre 1993  |                 |
| 64 | Robot Ninja                            | Robo-Ninjas                              | 1º dicembre 1993  |                 |
| 65 | Fiaba a lieto fine                     | Sonically Ever After                     | 2 dicembre 1993   |                 |
| SP | Sonic salva il Natale                  | Sonic Christmas Blast                    | 24 novembre 1996  | Inedita         |

### Episodio speciale natalizio
Il 24 novembre 1996 è stato trasmesso un episodio speciale dal titolo Sonic Chrismas Blast ovvero sia Sonic salva il Natale, in cui il dottor Nick si sostituisce Babbo Natale e vuole che siano i bambini a portare regali a lui. Quindi Sonic e Scheggia partono alla volta del Polo Nord per liberare il vero Babbo Natale e salvare così il giorno di Natale.
Lo speciale ha dettagli tratti da Sonic the Hedgehog SatAM come Robotropolis, i Megarobot e fa un'apparizione in cameo Sally Alicia Acorn, una dei personaggi principali della seconda serie televisiva animata già citata dallo stesso anno. Questo speciale si chiamava originalmente An X-Tremely Sonic Christmas ma fu cambiato. Si ipotizza che il nome originale doveva rendere l'episodio un tie-in promozionale a Sonic X-treme ma quando il gioco venne cancellato, fu rinominato per fare il tie-in con Sonic 3D Blast.
Questo speciale è inedita in Italia, per ragioni sconosciute.

## Videogioco
Da questa serie è stato realizzato anche un videogioco per Sega Mega Drive, Game Gear e Master System tra il 1993 e il 1994, intitolato Dr. Robotnik's Mean Bean Machine. È una versione modificata del rompicapo giapponese Puyo Puyo, rimpiazzando i personaggi del gioco originale con quelli della serie animata. In questo gioco il dottor Nick, per far sì che non rimanga alcun tipo di divertimento sul pianeta Mobius, decide di rapire gli abitanti di una città e di trasformarli tutti in schiavi robot con una gigantesca macchina robotizzante chiamata Mean Bean-Steaming Machine (da cui il gioco prende il suo nome). Lo scopo del giocatore è di liberare gli abitanti robotizzati sconfiggendo uno a uno tutti gli scagnozzi robot del terribile dottore fino allo scontro finale con lui in persona.